# Nad řekami
Nad řekami je přírodní památka poblíž města Ivančice, v katastru vsi Hrubšice, západně od její zástavby. Obec leží v okrese Brno-venkov. Důvodem ochrany jsou úzkolisté suché stepní trávníky na hadcových stráních s výskytem řady významných druhů rostlin a živočichů včetně evropsky významných druhů soustavy Natura 2000 – koniklece velkokvětého (Pulsatilla grandis), sysla obecného (Spermophilus citellus) a přástevníka kostivalového (Euplagia quadripunctaria).